# Win Some Lose Some
«Win Some Lose Some» es una canción del cantante británico Robbie Williams, lanzado como quinto y último sencillo de su álbum, I've Been Expecting You en Nueva Zelanda, en marzo de 2000.
La canción se volvió otro éxito para Williams en el país, alcanzando el número siete, durando cuatro semanas dentro del top diez y veintiuna dentro de las listas radiales.

## Posicionamiento

### Gráficos semanales
| Gráfico (2000)                    | Posición |
| --------------------------------- | -------- |
| Nueva Zelanda (Recorded Music NZ) | 7        |

### Gráficos de fin de año
| Gráfico (2000)                  | Posición |
| ------------------------------- | -------- |
| New Zealand (Recorded Music NZ) | 15       |

## Lista de canciones
New Zealand CD Maxi sencillo

(Lanzamiento el 13 de marzo de 2000)
1. «Win Some Lose Some» - 4:18
2. «Phoenix From The Flames» - 4:02
3. «The Full Monty Medley» con Tom Jones - 5:28